# 東石二交流道
東石二交流道位於臺灣嘉義縣東石鄉，為臺灣台61線指標262公里的交流道，交流道型式為半套鑽石型，僅北出南入，在2004年1月19日通車，可由此交流道銜接台82線之台61線平交路口。此交流道與東石一交流道類似日本山陽自動車道的防府東交流道和防府西交流道。
|                  | 262 東石二 |  | 東石 朴子 |
| 快速公路         | 262 東石二 |  |           |
| 鰲鼓溼地森林園區 | 262 東石二 |  |           |

## 外部連結
- 台61線東石二交流道示意圖 （页面存档备份，存于）（交通部公路總局）